# Conservatory (métro de Chicago)
Conservatory (en forme longue Conservatory-Central Park Drive) est une station aérienne de la ligne verte du métro de Chicago. Elle fut construite en peu de temps à côté du Conservatoire de Garfield Park (auquel elle doit son nom), afin de revitaliser le quartier de East Garfield Park et attirer les touristes dans le parc et le jardin d'hiver rénové. 
La station est décorée par des œuvres d’art offertes par le Garfield Park représentant la nature qui entoure Conservatory-Central Park Drive. 
La station est accessible aux personnes à mobilité réduite et 253 196 passagers l’ont utilisé en 2008. 
Ouverte le 30 juin 2001, c’est une des stations les plus particulières du réseau : Elle a remplacé la station Homan Avenue qui se trouvait deux blocks à l’est de la station actuelle sur Lake Street tout en récupérant tous les éléments d’origine de l’ancienne station.

## Description
En 1997, la Chicago Transit Authority (CTA) dévoila son plan visant à démolir la station Homan (l'une des dernières stations avec tous ses composants d’origine sur la Lake Branch mise en service en 1893. 
Le 15 septembre 1999, la Chicago Transit Authority annonça son projet de déménagement de la station Homan et de la déplacer vers Central Park Drive tout en restaurant et en modernisant l’infrastructure existante. Ces nouvelles installations incluent les ascenseurs et les bordures tactiles tout en conservant le style Queen Anne imposant de la station Homan. 
Le marché d’un coût total de sept millions de dollars fut attribué à la société Walsh Construction Company de Chicago. 

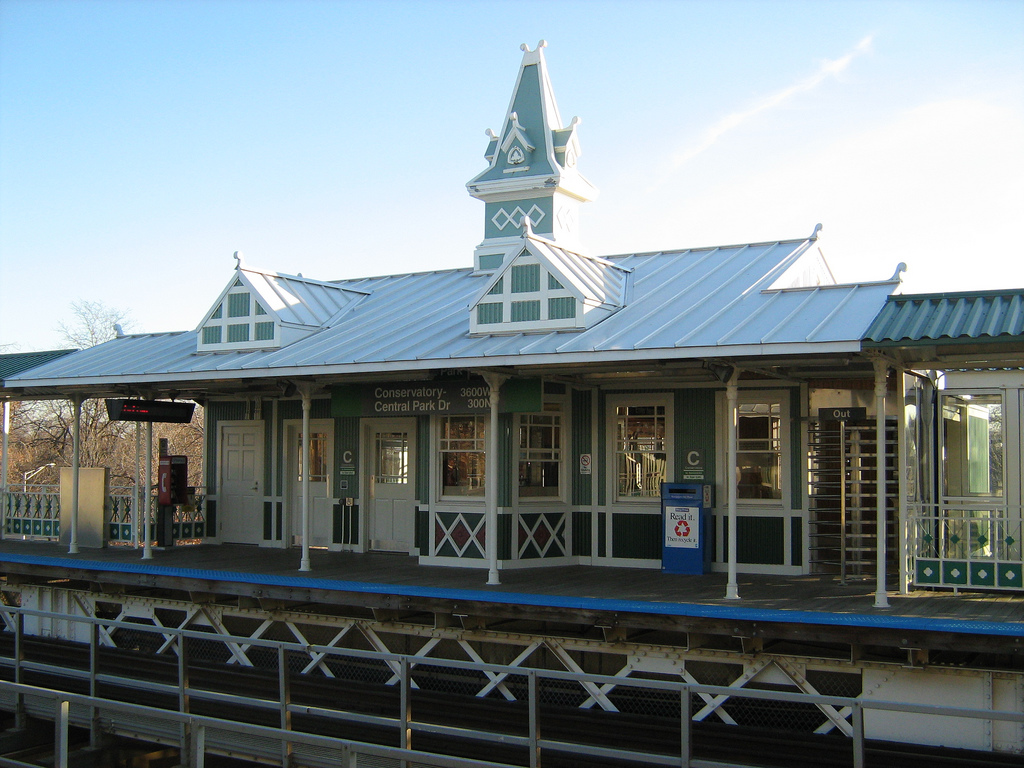
La station Conservatory.

La construction de Conservatory-Central Park Drive (ou plutôt la « reconstruction ») a évolué assez rapidement, les vingt et un piliers de béton étaient en place à partir de juin 2000, comme tous les quatre fondations des escaliers tandis que les premières livraisons d'acier de construction ont débuté en juillet de la même année. 
Prévu d’être achevé le 6 février 2001, le projet a été retardé de 114 jours, les plans n’ayant pas tenus compte des câbles d’alimentation du parc passant sous les emplacements pour les ascenseurs.  
À partir de janvier 2001, la structure de base de la station était en place et le déplacement de l’ancienne station historique pu commencer. 
Début mai, l’achèvement des escaliers, des sorties et des ascenseurs fut complété et les tests  eurent lieu à partir 31 mai 2001 avant qu’une inauguration en bonne et due forme en la présence du maire Richard M. Daley ne soit organisée le 30 juin de la même année. 
En septembre 2002, à Las Vegas, la Chicago Transit Authority a reçu de l'American Public Transportation Association (APTA), l’Innovation Award pour la conception et les travaux de restauration effectués dans le cadre de la construction de Conservatory-Central Park Drive.

## Dessertes
| Nord/Ouest               |  |             |  | Sud/Est                  |
| ------------------------ |  | ----------- |  | ------------------------ |
| Pulaski vers Harlem/Lake |  | ligne verte |  | Kedzie vers Ashland/63rd |
| modifier sur Wikidata    |  |             |  |                          |